# Базская
Базская — деревня в Погарском районе Брянской области в составе Витемлянского сельского поселения.

## География
Находится в южной части Брянской области на расстоянии приблизительно 9 км на юго-восток по прямой от районного центра города Погар.

## История
Основана в 1689 году казаком Г.Пряжюком. Входила в Погарскую сотню Стародубского полка (владение А.Марковича, с 1726 — Галецких). До Великой Отечественной войны преобладало украинское население. В 1859 году здесь (деревня Стародубского уезда Черниговской губернии) было учтено 16 дворов, в 1892 — 32.

## Население
Численность населения: 124 человека (1859 год), 222 (1892), 317 человек в 1926, 293 (русские 98 %) в 2002 году, 221 в 2010.